# Selské baroko

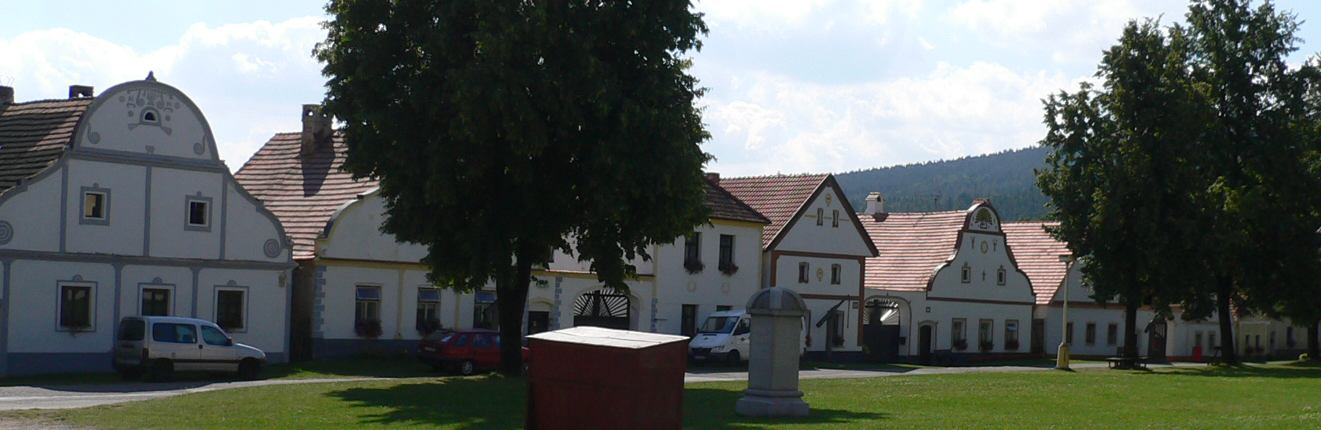
Náves v obci Holašovice – typický příklad selského baroka

Selské baroko je stavební sloh lidové architektury, který se uplatnil převážně v jižních Čechách během 19. století. I když vychází z klasicistní a barokní architektury, jedná se o naprosto svébytný sloh. Objevil se v době, kdy skutečné baroko bylo už minulostí. Nejstarší památky selského baroka pocházejí z 20. let 19. století, vrchol byl asi v 60. letech.

## Charakteristika

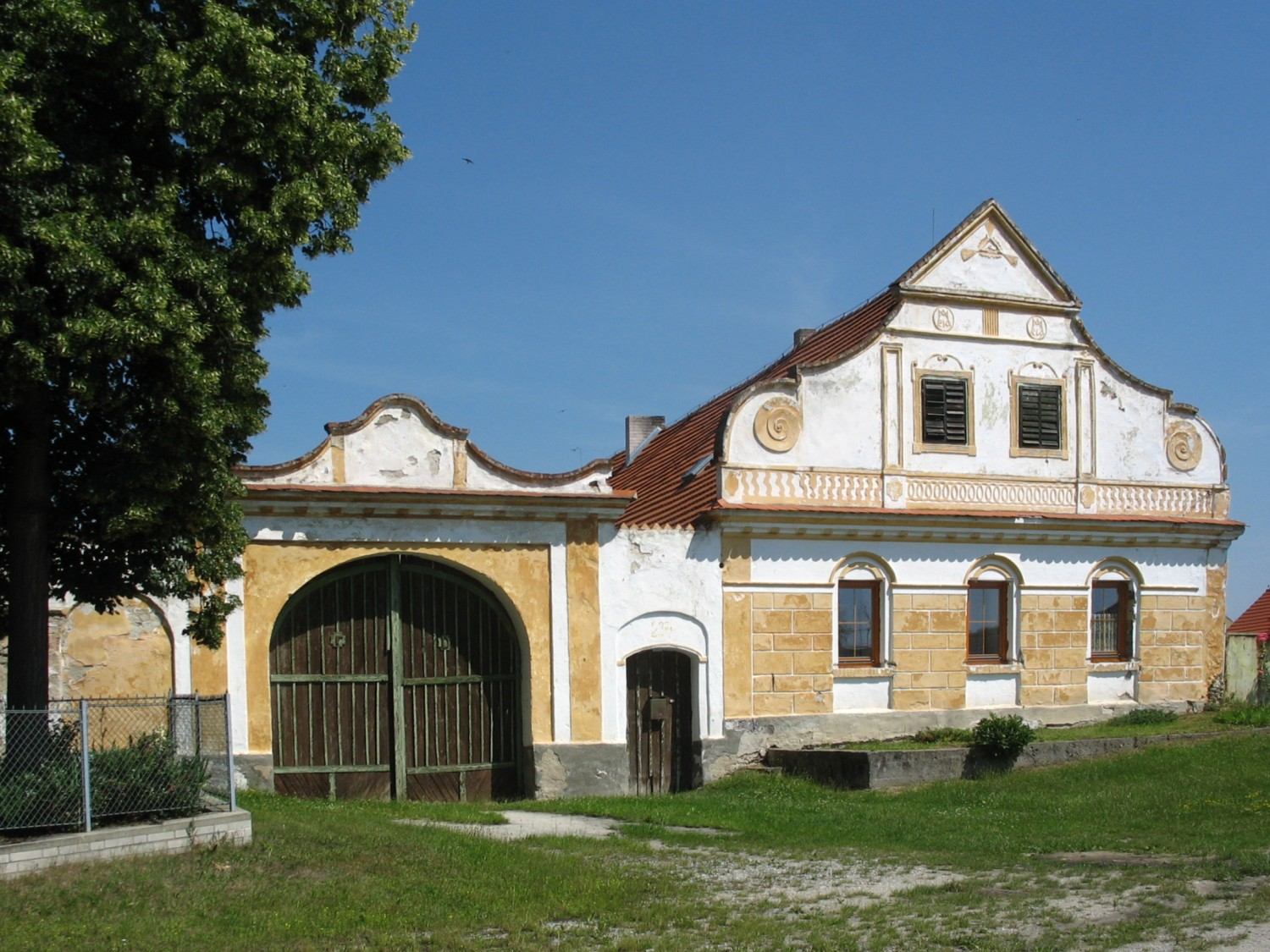
Zbudov (Dívčice), okr. Č. Budějovice, stavení č. p. 27

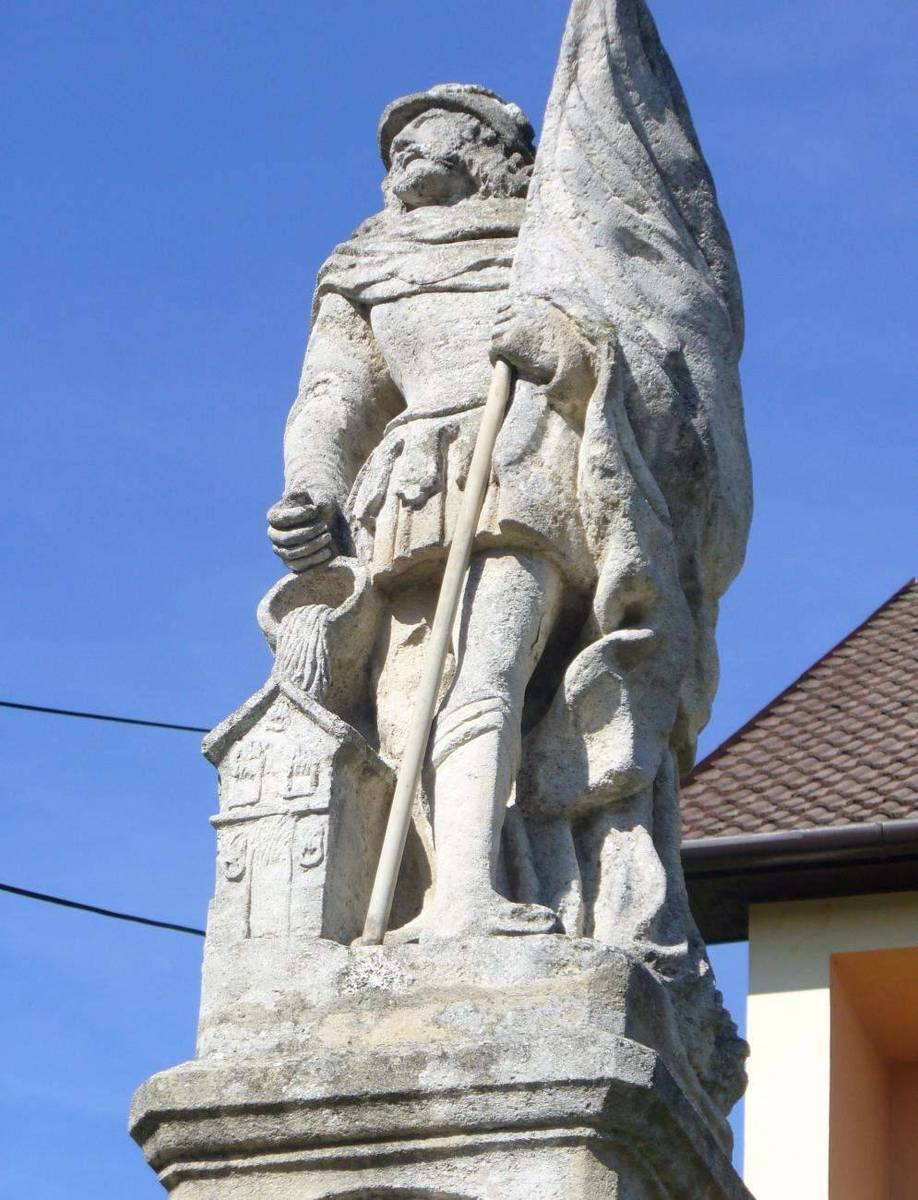
Klentnice: sv. Florián

Selské baroko jednotlivé barokní a klasicistní, ale dokonce i neorománské prvky používá (podobně jako jakékoli jiné lidové umění) ve zcela specifických, z hlediska čistoty původního slohu vlastně chybných kombinacích, které jsou však nesmírně malebné. Od svého vzoru si totiž vypůjčuje v podstatě pouze ornamentální prvky, ale například naprosto ignoruje tektonické principy klasické barokní architektury. Barokní sloh je totiž řemeslně náročný, vysoce profesionální. Například voluta (ozdobný prvek) je vlastně Archimedova spirála a k jejímu narýsování je třeba znalost středoškolské matematiky. O to více je pak nutno obdivovat lidové zedníky, že to dokázali pouhým odpozorováním napodobit.
V případě selského baroka – nebo také lidového baroka – se někteří lidé mylně domnívají, že se vždy jedná o neumělé (amatérské) výtvory lidových tvůrců. Selské baroko ale není jen architektura, je to životní styl lidí tehdejší doby na venkově. Konkrétní příklad ze vsi Klentnice: je zde socha sv. Floriána s německým textem (překlad): „Věnoval (sv. Floriánu) Josef Janka, syn Františka, na paměť záchrany svého života 15. 4. 1853“. Odborník, který si sochu prohlédl, prohlásil: „Je to mistrovská práce akademicky vzdělaného sochaře, profesionála.“ Přesto tato socha patří svým původem do selského baroka.

## Tvůrci
Jména a životní osudy mnoha autorů staveb spadajících do období tzv. selského baroka jsou známa. V jižních Čechách působili:
- Jakub Bursa (1813–1884), zednický mistr, který působil hlavně na Prachaticku a Volyňsku – po roce 1840 působil se 30 až 40 zedníky
- Šebestián Brener, zvaný Šebesta, působil v Malých Chrášťanech
- Matěj Cívka (1800–1845), pocházel z Hluboké nad Vltavou, stavěl mj. v Opatovicích
- Jan Hospodář, pocházel z Hroznějovic, v letech 1816–1870 působil na Vltavotýnsku
- Martin Paták (1820–1889) a jeho syn Jan Paták (1859–1943), oba působili na Soběslavských Blatech
- František Primus (1819–1890), působil ve Vojslavicích na Pelhřimovsku
- Jan Šoch (1798–1867) a jeho syn František Šoch (1828– 1874), oba působili na Soběslavských Blatech (Hartmanice, Mažice, Komárov, Klečaty, Zálší a další)[1]

## Památky
Památky selského baroka se vyskytují převážně v oblasti Soběslavských a Zbudovských Blat, ale i na Písecku, Vodňansku, a Třeboňsku. Mnoho staveb selského baroka a jejich výzdobných prvků zdokumentoval Alois Terš (1910–1987).

### Vesnické stavby
Většina staveb spadajících do období selského baroka je památkově chráněna. Vesnická památková rezervace je např. v Holašovicích, Malých Chrášťanech, Mazelově, Plástovicích, Vodicích u Lhenic, Záboří na Českobudějovicku. Vesnické památkové zóny jsou např. ve Svinkách nebo ve Zbudově.

### Sakrální stavby
Počátek selského baroka se klade do období vlády Josefa II. (1780–1790). V roce 1784 dekretem zakázal poutě a procesí, tento zákaz však jeho nástupce Leopold II. zase odvolal. Jenže poutě bývaly krásné, okázalé, a venkovský lid se na ně celý rok těšíval jako na největší událost roku. Císař je zrušil a nic jiného za ně nenabídl. Venkovský lid si je tedy nadále ponechal a žil si dál po svém, bez ohledu na vládní program, který nepřijal. Selské baroko není jenom architektura, ale je to životní styl a duchovní život tehdejších lidí na venkově. V této době selského baroka docházelo k největší výstavbě křížů, soch, božích muk a kapliček v krajině. Stavěli je zbožní sedláci a řemeslníci na vlastní náklady, na svých pozemcích, po svolení vrchnosti a biskupské konzistoře. Stavěli je proto, že je potřebovali, a také používali ke svému náboženskému životu. Byly totiž samozřejmou součástí jejich světa, nám dnes tak vzdáleného.

## Fotogalerie

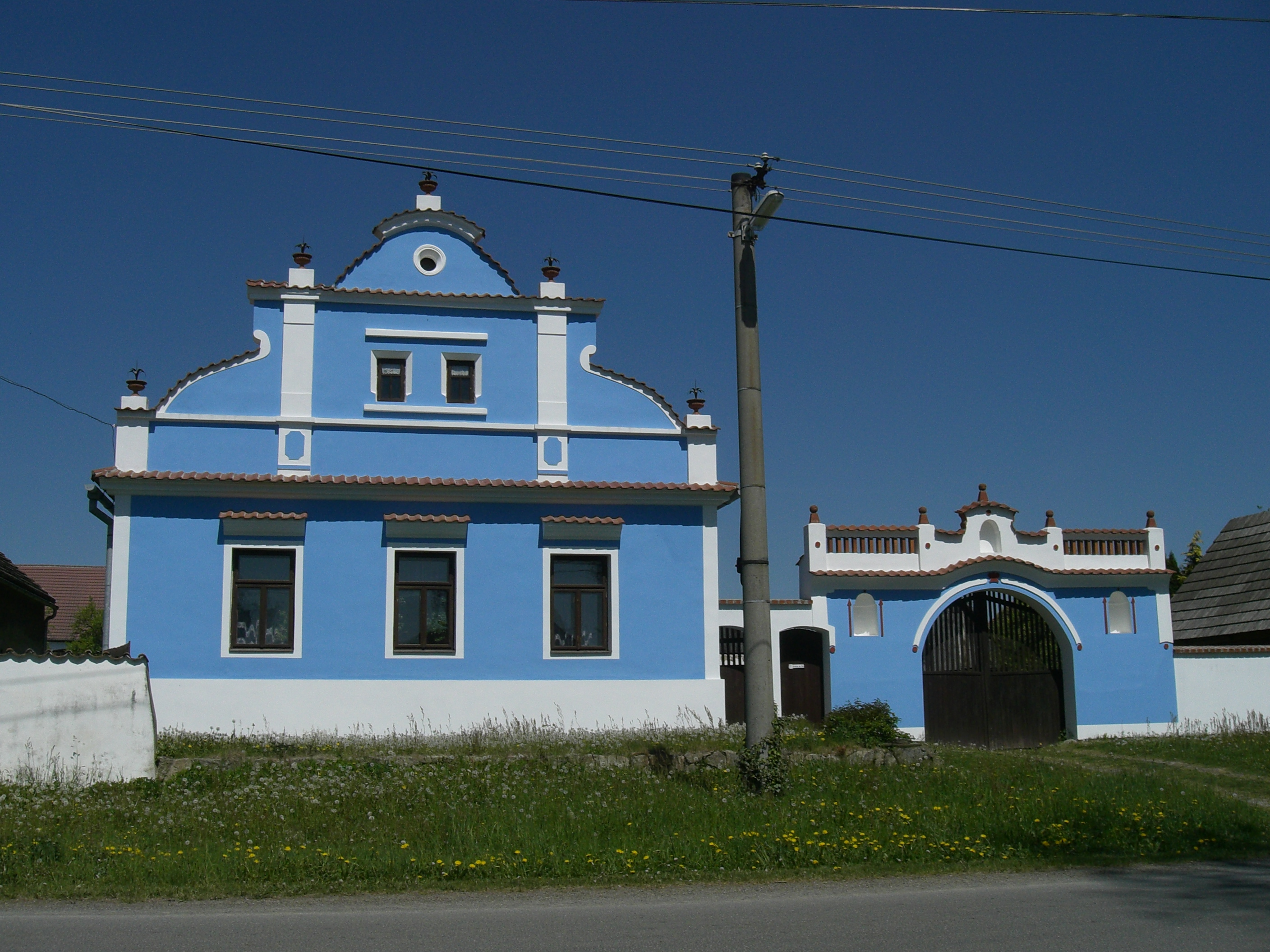
Květov, okres Písek
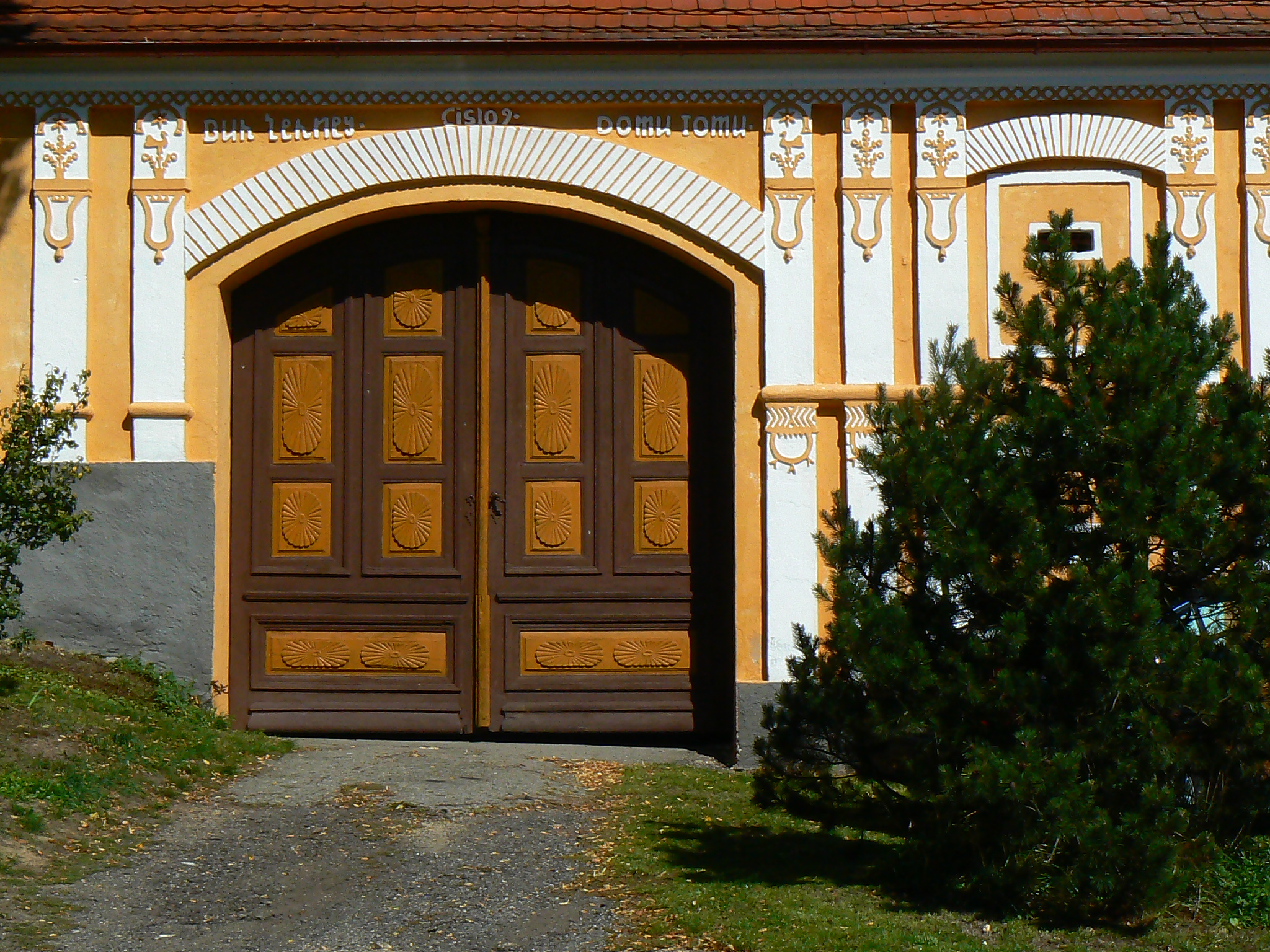
Záluží (Vlastiboř), okres Tábor, stavení č. p. 9
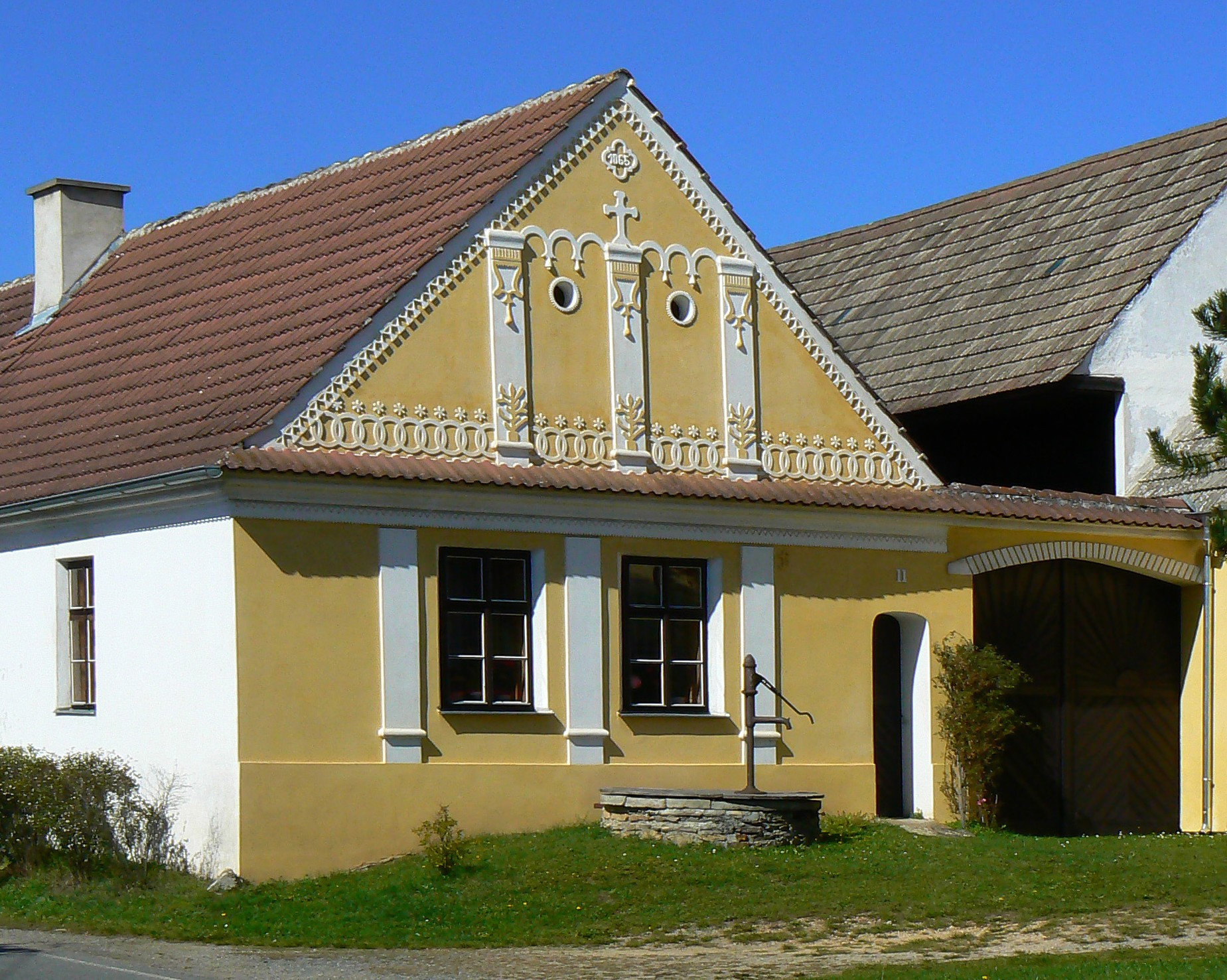
Záluží (Vlastiboř), okres Tábor, stavení č. p. 11
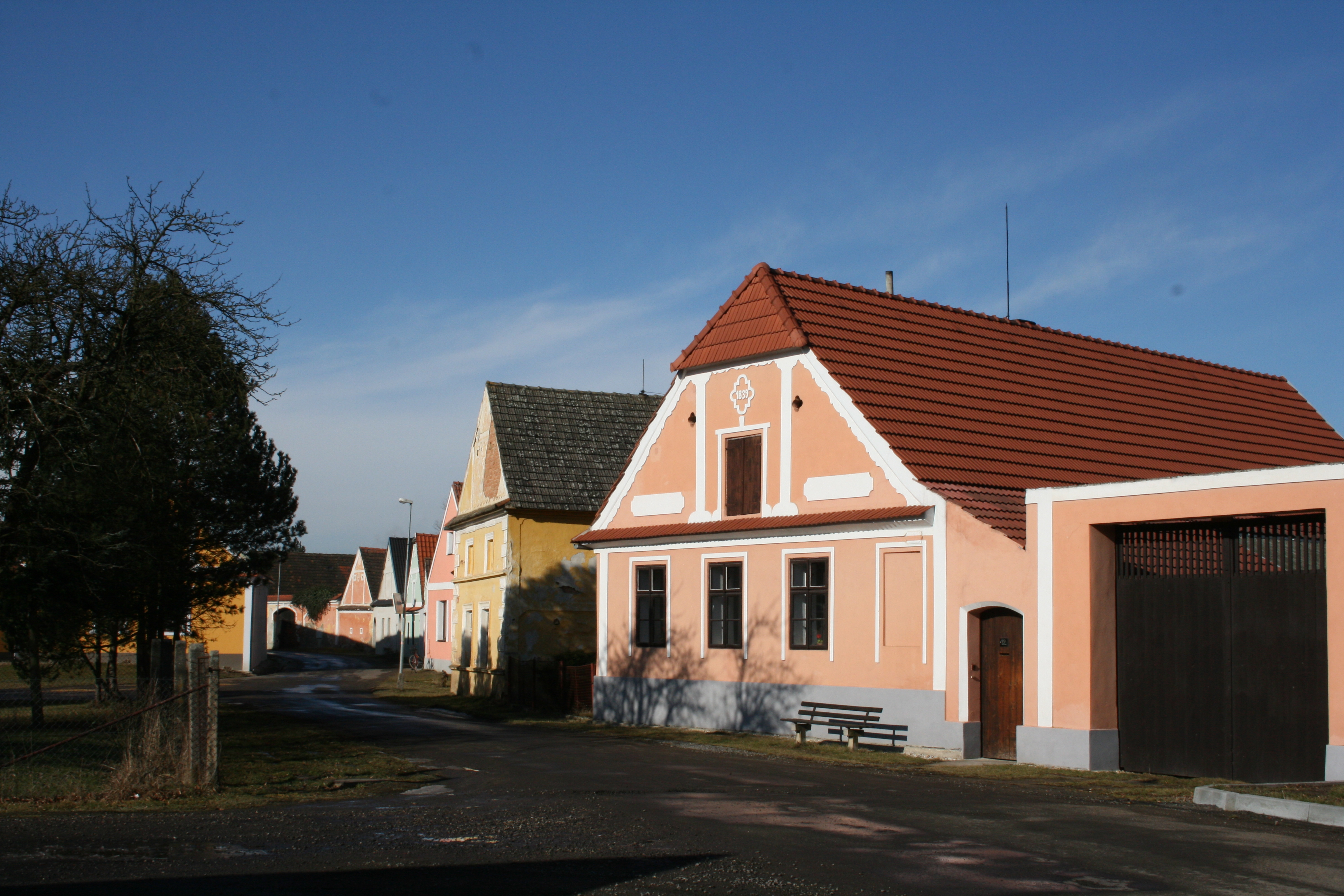
Borkovice, okres Tábor
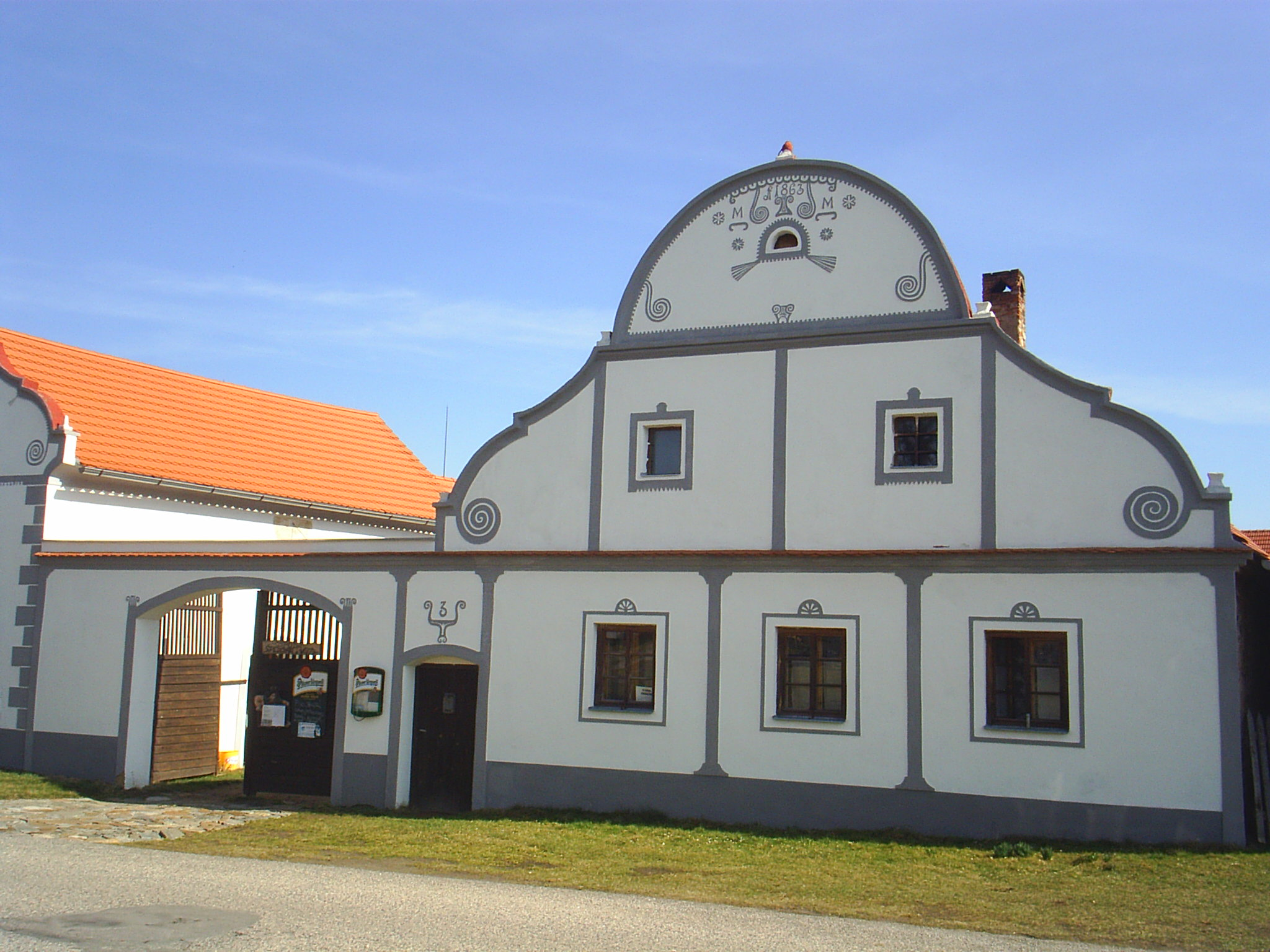
Holašovice, okres České Budějovice